# 岡山県道218号玉柏野々口線
岡山県道218号玉柏野々口線（おかやまけんどう218ごう たまがしののくちせん）は、岡山県岡山市北区を通る一般県道である。

## 概要

### 路線データ
- 起点：岡山県岡山市北区玉柏（岡山県道27号岡山吉井線交点）
- 終点：岡山県岡山市北区御津野々口（かつらぎ橋交差点、国道53号交点、岡山県道81号東岡山御津線終点）
- 総延長：約11.2 km

## 路線状況

### 道路施設

#### トンネル
- 管掛隧道：延長41 m、1933年（昭和8年）竣工、岡山市北区

## 地理

### 通過する自治体
- 岡山市（北区）

### 交差する道路
| 交差する道路                      | 交差する場所 | 交差する場所            |
| --------------------------------- | ------------ | ----------------------- |
| 岡山県道27号岡山吉井線            | 玉柏         | 起点                    |
| 国道53号 岡山県道81号東岡山御津線 | 御津野々口   | かつらぎ橋交差点 / 終点 |

### 沿線
- 旭川
- JR西日本津山線
  - 玉柏駅 - 牧山駅 - 野々口駅
- カバヤ食品
- ダイシン電機